# سیچوس (دهانه)
سیچوس یک دهانه برخوردی در ماه‌ است.

## دهانه‌های اقماری
این دهانه ۹ دهانه اقماری دارد.
| Cichus | عرض جغرافیایی | طول جغرافیایی | قطر          |
| ------ | ------------- | ------------- | ------------ |
| A      | ۳۴.۸° S       | ۲۱.۴° W       | ۲۱.۰ کیلومتر |
| C      | ۳۳.۵° S       | ۲۱.۸° W       | ۱۱.۰ کیلومتر |
| B      | ۳۳.۲° S       | ۱۹.۳° W       | ۱۴.۰ کیلومتر |
| G      | ۳۵.۵° S       | ۲۳.۵° W       | ۲۳.۰ کیلومتر |
| F      | ۳۵.۷° S       | ۲۲.۴° W       | ۸.۰ کیلومتر  |
| H      | ۳۲.۸° S       | ۲۲.۴° W       | ۷.۰ کیلومتر  |
| K      | ۳۶.۶° S       | ۱۹.۹° W       | ۶.۰ کیلومتر  |
| J      | ۳۲.۰° S       | ۲۱.۳° W       | ۱۳.۰ کیلومتر |
| N      | ۳۰.۵° S       | ۲۱.۷° W       | ۸.۰ کیلومتر  |